# Теодор II (екзарх)
Вижте пояснителната страница за други личности с името Теодор II.
Теодор II е екзарх на Равена (677-687).
Теодор наследява Григорий през 677 година. Бил е набожен и е покровителствал архиепископа на Равена през своето управление. На свой ред е наследен от Йоан II Платин през 687 година.
|  | Тази страница частично или изцяло представлява превод на страницата Theodore II (exarch) в Уикипедия на английски. Оригиналният текст, както и този превод, са защитени от Лиценза „Криейтив Комънс – Признание – Споделяне на споделеното“, а за съдържание, създадено преди юни 2009 година – от Лиценза за свободна документация на ГНУ. Прегледайте историята на редакциите на оригиналната страница, както и на преводната страница, за да видите списъка на съавторите. ВАЖНО: Този шаблон се отнася единствено до авторските права върху съдържанието на статията. Добавянето му не отменя изискването да се посочват конкретни източници на твърденията, които да бъдат благонадеждни. |